# Jonas Bjerre
Pour les articles homonymes, voir Bjerre.
Jonas Buhl Bjerre est un joueur d'échecs danois né le 26 juin 2004 à Silkeborg au Danemark.
Au 1er mai 2025, Bjerre est le meilleur joueur danois avec un classement Elo de 2 641 points.

## Biographie et carrière

### Compétitions individuelles
Bjeree remporte le championnat d'Europe des moins de 14 ans en 2017. 
Il marque 5,5 points sur 11 à l'Open de l'île de Man (tournoi Grand Suisse FIDE chess.com) 2019, réalisant sa troisième norme de grand maître international à quinze ans. La Fédération internationale des échecs lui décerna le titre de grand maître international en février 2020.
En août 2020, il finit premier ex æquo de l'open nordique Offerspill à Oslo avec 7 points sur 9 (victoire de Miezis au départage).
Lors de la Coupe du monde d'échecs 2023 disputée à Bakou en Azerbaïdjan, il bat le Yéménite Basheer Al-Qudaimi au premier tour, puis est battu au deuxième tour par l'Azerbaïdjanais Gadir Gousseinov.
En 2025, il remporte le Mémorial Capablanca.

### compétitions par équipes
Bjerre a représenté le Danemark à l'Olympiade d'échecs de 2018 (4,5 points en neuf parties comme échiquier de réserve) et au championnat d'Europe d'échecs des nations, marquant 4,5 points sur 8 au quatrième échiquier du Danemark. 
Aux Olympiades de 2022 et 2024, Bjerre joue au premier échiquier de l'équipe du Danemark. 